# Takashi Mitsukuri

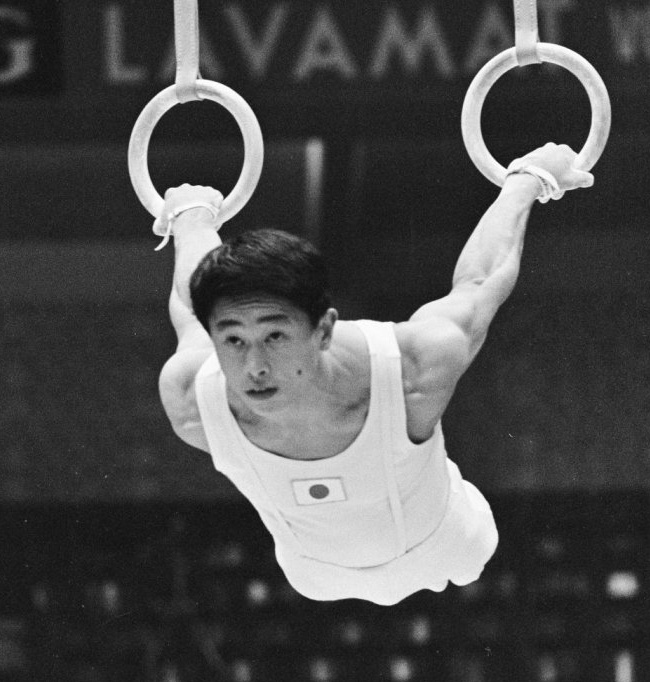
Takashi Mitsukuri bei den Turn-Weltmeisterschaften 1966

Takashi Mitsukuri (jap. 三栗 崇, Mitsukuri Takashi; * 19. Februar 1939 in der Präfektur Toyama) ist ein ehemaliger japanischer Kunstturner. Er gewann von 1960 bis 1966 mit der japanischen Mannschaft zwei olympische Goldmedaillen und zwei Weltmeistertitel.

## Karriere
Bei den Olympischen Spielen 1960 in Rom waren in der japanischen Turnriege  mit Nobuyuki Aihara, Takashi Ono und Masao Takemoto noch drei Turner dabei, die 1956 die Silbermedaille hinter der sowjetischen Riege gewonnen hatten. Yukio Endō, Takashi Mitsukuri und Shūji Tsurumi hingegen waren neu in der Mannschaft. Diese japanische Riege gewann den Mannschaftstitel mit zweieinhalb Punkten Vorsprung vor der sowjetischen Riege; mit über dreizehn Punkten Rückstand auf die sowjetische Riege erhielten die italienischen Turner vor heimischem Publikum die Bronzemedaille. In der Einzelwertung siegte Boris Schachlin vor Takashi Ono und Juri Titow. Auf den nächsten Plätzen lagen vier japanische Turner, der Jugoslawe Miroslav Cerar und auf dem neunten Rang Takashi Mitsukuri als letzter der beteiligten Japaner. In den Gerätefinals, zu denen jeweils sechs Turner zugelassen wurden, waren die Japaner außer an den Ringen mit drei Turnern vertreten. Mitsukuri erreichte die Gerätefinals am Seitpferd und am Boden und belegte an beiden Geräten den vierten Platz.
Zwei Jahre später bei den Turn-Weltmeisterschaften in Prag traten Nobuyuki Aihara, Yukio Endō, Takashi Mitsukuri, Takashi Ono, Shūji Tsurumi zusammen mit Haruhiro Yamashita an. In der Mannschaftswertung siegte die japanische Riege mit anderthalb Punkten vor den sowjetischen Turnern, die Bronzemedaille erhielt wie 1960 die Riege aus dem gastgebenden Land, in diesem Fall also die Riege aus der Tschechoslowakei. Wie beim Olympiasieg 1960 war auch der Sieg bei den Turn-Weltmeisterschaften 1962 der erste Sieg für die japanische Riege in der Geschichte des Wettbewerbs. Im Einzelfinale am Seitpferd gewann Miroslav Cerar in Prag vor Boris Schachlin, dahinter erhielt Takashi Mitsukuri gemeinsam mit dem Chinesen Yu Lifeng die Bronzemedaille.
1964 fanden die Olympischen Spiele in Tokio statt. Die japanische Riege trat mit Yukio Endō, Takuji Hayata, Takashi Mitsukuri, Takashi Ono, Shūji Tsurumi und Haruhiro Yamashita an, trainiert wurde die Mannschaft von Masao Takemoto, der 1960 noch Mitglied der Riege war. Im Mannschaftswettbewerb siegten die japanischen Turner mit zweieinhalb Punkten Vorsprung auf die sowjetische Riege, Bronze erhielt die deutsche Riege. Yukio Endō siegte als erster japanischer Turner bei Olympischen Spielen in der Einzelwertung, dahinter erhielten bei Punktegleichheit die sowjetischen Turner Wiktor Lissizki und Boris Schachlin sowie Shūji Tsurumi gemeinsam Silber. Hinter dem Italiener Franco Menichelli, Yamashita, Cerar und Hayata belegte Mitsukuri wie 1960 den neunten Platz. Mitsukuri erreichte ebenfalls wie 1960 die Gerätefinals am Boden, wo er den fünften Platz belegte, und am Seitpferd, wo er auf den sechsten Platz gewertet wurde.

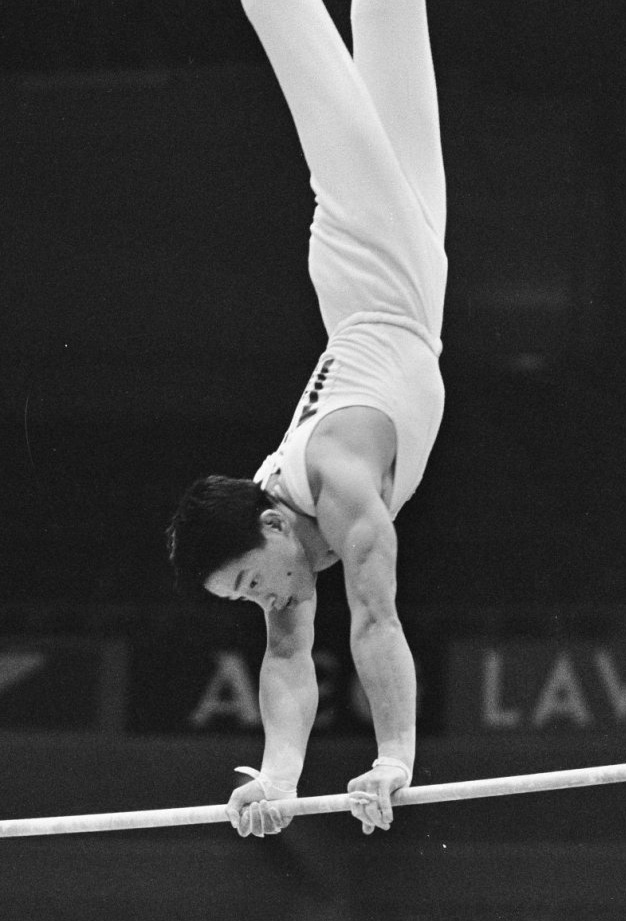
Takashi Mitsukuri gewann bei den Turn-Weltmeisterschaften 1966 Bronze am Reck

Bei den Turn-Weltmeisterschaften 1966 war Mitsukuri zum letzten Mal bei einer großen internationalen Meisterschaft Mitglied der japanischen Riege. Mit Yukio Endō, Shūji Tsurumi und Haruhiro Yamashita gehörten drei weitere Olympiasieger von 1964 zur japanischen Mannschaft, hinzu kamen Takeshi Katō und Akinori Nakayama. In der Mannschaftswertung gewannen die Japaner mit mehr als vier Punkten Vorsprung, in der Einzelwertung siegte allerdings Michail Woronin. Mitsukuro gewann zum Abschluss seiner Karriere noch einmal eine Einzelmedaille: Am Reck erhielt er die Bronzemedaille hinter seinen Landsleuten Nakayama und Endō.
Takashi Mitsukuri studierte nach seiner Karriere an der Deutschen Sporthochschule in Köln. Seine Frau Taniko Nakamura gewann bei den Olympischen Spielen 1964 mit der japanischen Riege die Bronzemedaille.